# کیسه‌سموران
کیسه‌سموران (نام علمی: Peramelidae) نام تیره‌ای از کیسه‌داران مقیم استرالیا و گینه نو است که شامل باندیکوت‌های راستین می‌شود. این تیره در گذشته شامل همهٔ باندیکوت‌ها بود اما باندیکوت پا-خوکی به دلیل تفاوت بسیار با دیگر اعضای این تیره خود به تیره‌ای جداگانه منتقل شد. نام علمی این تیره برآمده از دو بخش pēra به معنای کیسه در یونانی و meles به معنای سمور در لاتین است.

## توصیف ظاهری
طول سر و بدن اعضای کیسه‌سموران ۵۵۰–۲۰۰ میلی‌متر است و طول دم میان ۲۷۵–۷۲ میلی‌متر. وزن این جانوران کمینه ۲۰۰ گرم است و در بیشترین حالت به ۱۶۰۰ گرم می‌رسد. اندازه جمجمه در آن‌ها بسته به سرده متفاوت است و می‌تواند دراز و کشیده یا پهن باشد. گوش‌ها نز می‌توانند دراز یا کوتاه باشند. فرمول دندانی آن‌ها برای همهٔ گونه‌ها ۵٫۱٫۳٫۴۳٫۱٫۳٫۴ است.

## رده‌بندی
- تیره کیسه‌سموران
  - زیرخانواده Peramelinae
    - سرده باندیکوت پوزه‌کوتاه: باندیکوت‌های بینی‌کوتاه
      - باندیکوت طلایی، Isoodon auratus
      - باندیکوت قهوه‌ای شمالی، Isoodon macrourus
      - باندیکوت قهوه‌ای جنوبی، Isoodon obesulus
      - Ischnodon australis† (سنگواره)

    - سرده باندیکوت‌های پوزه‌بلند: باندیکوت‌های بینی‌دراز
      - باندیکوت رنگ‌رنگ غربی، Perameles bougainville
      - باندیکوت رنگ‌رنگ شرقی، Perameles gunnii
      - باندیکوت بینی‌دراز، Perameles nasuta
      - باندیکوت‌های بیابانی، Perameles eremiana† (منقرض)
      - Perameles allinghamensis† (سنگواره)
      - Perameles bowensis† (سنگواره)

  - زیرخانواده باندیکوت پوزه‌بلند گینه نو
    - سرده باندیکوت پوزه‌بلند گینه نو: باندیکوت‌های بینی‌دراز گینه نو
      - باندیکوت بزرگ، Peroryctes broadbenti
      - باندیکوت رفری، Peroryctes raffrayana
      - Peroryctes tedfordi† (سنگواره)

  - زیرخانواده Echymiperinae
    - سرده باندیکوت خاردار گینه نو: باندیکوت‌های خاردار گینه نو
      - باندیکوت خاردار بینی‌دراز، Echymipera rufescens
      - باندیکوت خاردار کلارا، Echymipera clara
      - باندیکوت خاردار منزیس، Echymipera echinista
      - باندیکوت خاردار معمولی، Echymipera kaluba
      - باندیکوت خاردار دیوید، Echymipera davidi

    - سرده باندیکوت موشی گینه نو: باندیکوت‌های موشی گینه نو
      - باندیکوت موشی، Microperoryctes murina
      - باندیکوت راه‌راه شرقی، Microperoryctes ornata
      - باندیکوت راه‌راه غربی، Microperoryctes longicauda
      - باندیکوت کوتوله ارفاک، Microperoryctes aplini
      - باندیکوت پاپوآ، Microperoryctes papuensis

    - سرده باندیکوت سرام
      - باندیکوت سرام، Rhynchomeles prattorum